# Kreis Fonyód
Der Kreis Fonyód (ungarisch Fonyódi járás) ist ein Kreis im Norden des südwestungarischen Komitats Somogy. Er grenzt im Westen an den Kreis Marcali, im Süden an den Kreis Kaposvár, im Südosten an den Kreis Tab und im Nordosten an den Kreis Siófok. Die Nordgrenze zum Komitat Veszprém verläuft über dem Plattensee (ungarisch Balaton).

## Geschichte
Der Kreis ging zur ungarischen Verwaltungsreform Anfang 2013 mit allen 11 Gemeinden seines Vorgängers, dem gleichnamigen Kleingebiet (ungarisch Fonyódi kistérség), hervor. Verstärkt wurde der neue Kreis noch durch alle 10 Gemeinden des südlicher gelegenen und Ende 2012 aufgelösten Kleingebiets Lengyeltóti (ungarisch Lengyeltóti kistérség). Der Kreis Fonyód konnte damit einen Zuwachs von 73,1 % (Territorium) bzw. 46,5 % (Bevölkerungszahl) verzeichnen.

## Gemeindeübersicht
Der Kreis Fonyód hat eine durchschnittliche Gemeindegröße von 1.600 Einwohnern auf einer Fläche von 30,74 Quadratkilometern. Die Bevölkerungsdichte liegt geringfügig über dem Komitatswert. Der Kreissitz befindet sich in der größten Stadt, Fonyód, im Nordwesten des Kreises am Plattensee gelegen.
| Gemeinden      | Status   | Herkunft Kleingebiet | Einwohnerzahl | Einwohnerzahl | Einwohnerzahl | Fläche (km²) | Bevölkerungs- dichte (Ew./km²) |
| Gemeinden      | Status   | Herkunft Kleingebiet | 01.10.2011    | 01.01.2013    | 01.01.2016    | 01.01.2016   | Bevölkerungs- dichte (Ew./km²) |
| -------------- | -------- | -------------------- | ------------- | ------------- | ------------- | ------------ | ------------------------------ |
| Balatonboglár  | Stadt    | Fonyód               | 5.736         | 5.901         | 5.673         | 32,04        | 177,1                          |
| Balatonfenyves | Gemeinde | Fonyód               | 1.803         | 1.874         | 1.803         | 51,93        | 34,7                           |
| Balatonlelle   | Stadt    | Fonyód               | 5.217         | 5.309         | 5.235         | 43,23        | 121,1                          |
| Buzsák         | Gemeinde | Lengyeltóti          | 1.283         | 1.369         | 1.344         | 59,68        | 22,5                           |
| Fonyód         | Stadt    | Fonyód               | 4.793         | 4.856         | 4.745         | 53,55        | 88,6                           |
| Gamás          | Gemeinde | Fonyód               | 787           | 794           | 740           | 42,92        | 17,2                           |
| Gyugy          | Gemeinde | Lengyeltóti          | 259           | 288           | 297           | 15,31        | 19,4                           |
| Hács           | Gemeinde | Lengyeltóti          | 373           | 398           | 374           | 21,28        | 17,6                           |
| Karád          | Gemeinde | Fonyód               | 1.537         | 1.584         | 1.532         | 52,38        | 29,2                           |
| Kisberény      | Gemeinde | Lengyeltóti          | 158           | 183           | 196           | 7,46         | 26,3                           |
| Látrány        | Gemeinde | Fonyód               | 1.340         | 1.364         | 1.346         | 22,31        | 60,3                           |
| Lengyeltóti    | Stadt    | Lengyeltóti          | 3.050         | 3.123         | 2.952         | 39,57        | 74,6                           |
| Ordacsehi      | Gemeinde | Fonyód               | 814           | 794           | 740           | 22,56        | 32,8                           |
| Öreglak        | Gemeinde | Lengyeltóti          | 1.556         | 1.572         | 1.515         | 20,72        | 73,1                           |
| Pamuk          | Gemeinde | Lengyeltóti          | 245           | 245           | 261           | 11,96        | 21,8                           |
| Somogybabod    | Gemeinde | Fonyód               | 474           | 480           | 460           | 10,58        | 43,5                           |
| Somogytúr      | Gemeinde | Fonyód               | 430           | 447           | 454           | 35,30        | 12,9                           |
| Somogyvámos    | Gemeinde | Lengyeltóti          | 768           | 774           | 761           | 25,02        | 30,4                           |
| Somogyvár      | Gemeinde | Lengyeltóti          | 1.796         | 1.803         | 1.724         | 52,99        | 32,5                           |
| Szőlősgyörök   | Gemeinde | Lengyeltóti          | 1.169         | 1.228         | 1.228         | 18,63        | 65,9                           |
| Visz           | Gemeinde | Fonyód               | 197           | 213           | 213           | 6,02         | 35,4                           |
| Kreis Fonyód   |          |                      | 33.785        | 34.599        | 33.593        | 645,44       | 52,0                           |